# ديسوبيرامايد
ديسوبيرامايد ( اسم دولي غير مسجل الملكية ) ، الاسم التجاري Norpace وRythmodan وهو دواء مضاد لعدم اتساق ضربات القلب، ويستخدم في علاج تسارع القلب البطيني ، وهو من حاصرات ( مانعات ) قنوات الصوديوم، وبالتالي يصنف الدرجة ( A1 ) كعامل مضاد للعدم اتساق نبضات القلب ، ديسوبيرامايد له تأثير سلبي على تقلص العضلات القلبيه للبطين، ويقلل الانقباض بشكل ملحوظ ، ولديسوبيرامايد تأثير مضاد للكولين اللي يسبب الكثير من الأضرار الجانبية للقلب، متوافر للإعطاء عن طريق الفم والحقن الوريديه، ويحتوي على درجة منخفضة من السمية.

## آلية العمل
آلية عمل الديسوبيرامايد من الصنف 1A مشابهة لعمل الكوينيدين الذي يستهدف قنوات الصوديوم لمنع التوصيل ’، يخفض ديسوبيراميد نفاذية الصوديوم في الخلية العضلية القلبية من خلال المرحلة 0 من مراحل عمل القلب ( جهد الفعل )، وبالتالي خفض تيار الصوديوم الداخل، وهذا يزيد من عتبة التحفيز ويقلل من سرعة صعود التيار لأعلى  ديسوبيراميد يطيل من فترة PR بإطالة كل من QRS وP للموجة ، هذا التأثير بشكل خاص مناسب تماما لعلاج تسارع القلب البطيني حيث يبطئ جهد الفعل المنشر من الأذينين إلى البطينين، ديسوبيرامايد لا يعمل كمانع للمستقبلات الأدرينية ألفا وبيتا ( α – β adrenergic receptors )، له تأثير سلبي على تقلص العضلات القلبيه للبطين  ، كنتيجة لذلك فإن ديسوبيرامايد قد يقلل من قوة انقباض العضلات بنسبة تصل إلى 42% عند تناول الجرعات المنخفضة، وقد تصل إلى 100% في الجرعات العالية، مما يؤدي إلى فشل القلب.
اقترح ( اللاويين ) – مجموعة عبرية - طريقة ثانوية مقترحة لعمل الديسوبيراميد، تمنع عودة اضطراب نبض القلب بعد حصول أذى سببه قله الورود الدموي للقلب. ديسوبيراميد يقلل من عدم التجانس بين الفترات الطبيعية اللازمة لحدوث جهد الفعل وغير الطبيعية منها. بالإضافة إلى إطالة هذه الفترات   وهذا يقلل من فرصة من عودة الاستقطاب، لأن الإشارات العصبية أكثر عرضة لمواجهة الأنسجة غير قابلة للاستجابة للتحفيز خلال هذه الفترات اللازمة لحدوث جهد الفعل  وهذا يوفر امكانية علاج الرجفان الأذيني والبطيني، كما يؤدي إلى استعادة السيطرة على انتظام ضربات القلب من خلال العقدة الأذينية البطينية والعقد الجيبية الأذينية.

## ديسوبيرامايد لانسداد عضلة القلب الضخامية
اعتلال عضلة القلب الضخامي ( HCM ) هو أكثر أمراض القلب الموروثة شيوعاً التي تحدث في 1 من كل 500 شخص في عامة السكان، وتشير التقديرات إلى أن هناك 600,000 شخص في الولايات المتحدة يعاني من انسداد عضلة القلب الضخامية. النوع الأكثر شيوعا من HCM يكون في البطين الأيسر (LV) عبر عرقلة جوف البطين بسبب الحركة الانقباضي الأمامية للصمام التاجي، وحاجز الاتصال للصمام التاجي، ويتم تشخيص هذه الحالة بسهولة عبر تخطيط صوت القلب . العلاج الدوائي بوساة الأدوية ذات التأثير السلبي على تقلص عضلة القلب هي خط العلاج الأول.  كما يتم استخدام حاصرات بيتا أولا، وعلى الرغم من أنها تحسن أعراض ضيق في التنفس وآلام الصدر وصعوبة ممارسة التمارين، إلا أنها لا تقلل تدرجات الضغط داخل البطين الأيسر في حالة الراحة وغير كافية للسيطرة على الأعراض في كثير من الأحيان. العديد من الباحثين والأطباء يعتقدون أن ديسوبيراميد ذات الجرعات المتحكم فيها عبر الوقت، هو أقوى العوامل المتاحة للحد من تدرجات الضغط في حالة الراحة وتحسين الأعراض.     وقد تم استخدام ديسوبيراميد ما يقرب من 30 عاما.   التوصية بديسوبيراميد لأمراض القلب التضخمية الانسدادية ( HCM ) هي (IIa ) في عام 2011 من قبل جمعية القلب الأمريكية / مبادئ الكلية الأمريكية لأمراض القلب التوجيهية لعلاج أمراض القلب التضخمية الانسدادية.  وهناك توصية أخرى تشير إلى أن الفوائد تفوق المخاطر؛ وأنه من المعقول استخدام العلاج .
الأدوية ذات التأثير السلبي على تقلص عضلات القلب تساهم في انسدان البطين الأيسر بواسطة تقليل تسارع إخراج الدم للبطين الأيسر وتقليل القوى الهيدروديناميكية على الصمام التاجي، فعالية الديسوبيرامايد تكمن في الأثر القوي السلبي على تقلص عضلات القلب، وبالمقارنة رأسا لرأس، هو أكثر فاعلية في التقليل التدريجي من مانعات بيتا مثل verapamil   . عند استخدامها في المرضى المقاومين لمانعات بيتا، ديسوبيراميد فعال في 60٪ من الحالات، فيحد من الأعراض والتدرج لدرجة أن الإجراءات التدخلية مثل جراحة استئصال حاجز العضلة ليست مطلوبة.  الجرعة الفعالة للديسوبيراميد هو 500-600 ملغ / يوم، في جرعات مقسمة.  الجرعات الأقل هي 400 ملغ / يوم في جرعة مقسمة يمكن أن تستخدم في المرضى الذين يعانون من الفشل الكلوي المعتدل، الكرياتينين في الدم 1,3-2,0 ملغ / ديسيلتر. وغالبا ما يعطى ديسوبيراميد مع مانعات بيتا.
ديسوبيراميد، على الرغم من فعاليته، لديه واحد من الآثار الجانبية الرئيسية الذي حصر استخدامه في الولايات المتحدة، على الرغم من أنه شهد تطبيقأ على نطاق أوسع في كندا والمملكة المتحدة واليابان. انسداد السيال العصبي يتوقع أن يسبب جفاف الفم، وفي الرجال الذين يعانون من حالة بروستاتية [الإنجليزية]  قد يسبب احتباس البول . ( Teichman et al)أظهرت أن pyridostigmine  المستخدم في تركيبة مع ديسوبيراميد يخفف إلى حد كبير من الآثار الجانبية دون المساس بفعاليته المضادة لاضطراب القلب.  وقد تبين أيضا هذا الجمع قد يكون فعالاً وآمناَ في في انسداد عضلة القلب التضخمي في عدد كبير من المرضى.  بعض الأطباء يصف pyridostigmine  ذات الجرعة المتحكم فيها (مسوق في الولايات المتحدة باسم Mestinon ) لكل مريض بدأ في التداوي بديسوبيراميد، إما مرتين يوميا، أو حسب الحاجة.  هذا الجمع بين الدوائين يزيد نسبة قبول جرعات ديسوبيراميد أعلى، وهذا مهم لأن هناك علاقة بين الجرعة والاستجابة في انسداد عضلة القلب التضخمية، فجرعات أعلى تعني تدرجات أقل في الضغط .
وهناك قلق آخر من ناحيية ديسوبيراميد وهو إمكانية تسببه في موت مفاجئ – نظرياً - من خلال النوع( 1 ) من الأدوية ذات التأثير المضاد لاضطرابات القلب، ومع ذلك، قلت المراكز المتعدده واثنتين من دراسات ( cohort registration ) من هذا القلق إلى حد كبير، من خلال إظهار نسب معدلات وفاة مفاجئة أقل من تلك التي سجلت في المرض نفسه   .
يجب أن يتم النظر إلى هذه المخاوف بشأن الديسبيراميد من منظور سريري على أنه آخر دواء يتم تجربته على المرضى قبل إحالتهم إلى جراحة استئصال عضلة الحاجزة مع جراحة القلب المفتوح، أو الحاجز الاجتثاثي . الاجتثاث هو أسلوب قائم على القسطرة عن طريق الجلد التي تسيطر على علاج احتشاء عضلة القلب والتي تتم عن طريق تقطير 100٪ كحول في الشريان الحاجز بعد ثقبه . كل من هذه الإجراءات لها خطر سواء بالإصابة بالأمراض أو الوفيات.
لبعض المرضى أخذ الديسوبيراميد عن طريق الفم، في جرعة كافية، هو نهج معقول قبل الشروع في عملية الحاجز.  المرضى الذين يستجيبون لديسوبيراميد يفضل استمرارهم عليه. أما الذين لا تزال تظهر عليهم بعض الأعراض أو الذين يعانون من الآثار الجانبية يفضل إحالتهم إلى عمليه الحاجز المعروفة بـ ( alcohol septal reduction) . باستخدام هذه الاستراتيجية، أفاد الباحثون أن نسبة البقاء على قيد الحياة لا تختلف عن تلك التي لوحظت في الأعمار المتطابقة لسكان الولايات المتحدة .

## الآثار غير القلبية
- جفاف الفم
- Constipation الإمساك
- Urinary retention احتباس البول،  يمنع إعطاء ديسوبيراميد للمرضى الذين يعانون من أعراض الحالة البروستاتية.
- عدم وضوح الرؤية
- Glaucoma الزرق
- طفح جلدي
- Agranulocytosis انخفاض عدد كريات الدم

بالإضافة إلى ذلك، ديسوبيراميد قد يعزز تأثير الأدوية الخافضة للسكر كـ (gliclazide, إنسولين, ميتفورمين )